# Ministrymon cleon
Ministrymon cleon is een vlinder uit de familie van de Lycaenidae. De wetenschappelijke naam van de soort werd als Papilio cleon in 1775 gepubliceerd door Johann Christian Fabricius.

## Synoniemen
- Thecla rubifer Druce, 1907
- Thecla volumen Druce, 1907
- Thecla centuncula Draudt, 1920
- Crimsinota argentina Johnson, 1993
- Crimsinota cyanorubra Johnson, 1993
- Rubroserrata rubiferata Johnson & Kroenlein, 1993